# Historia demográfica de Jerusalén

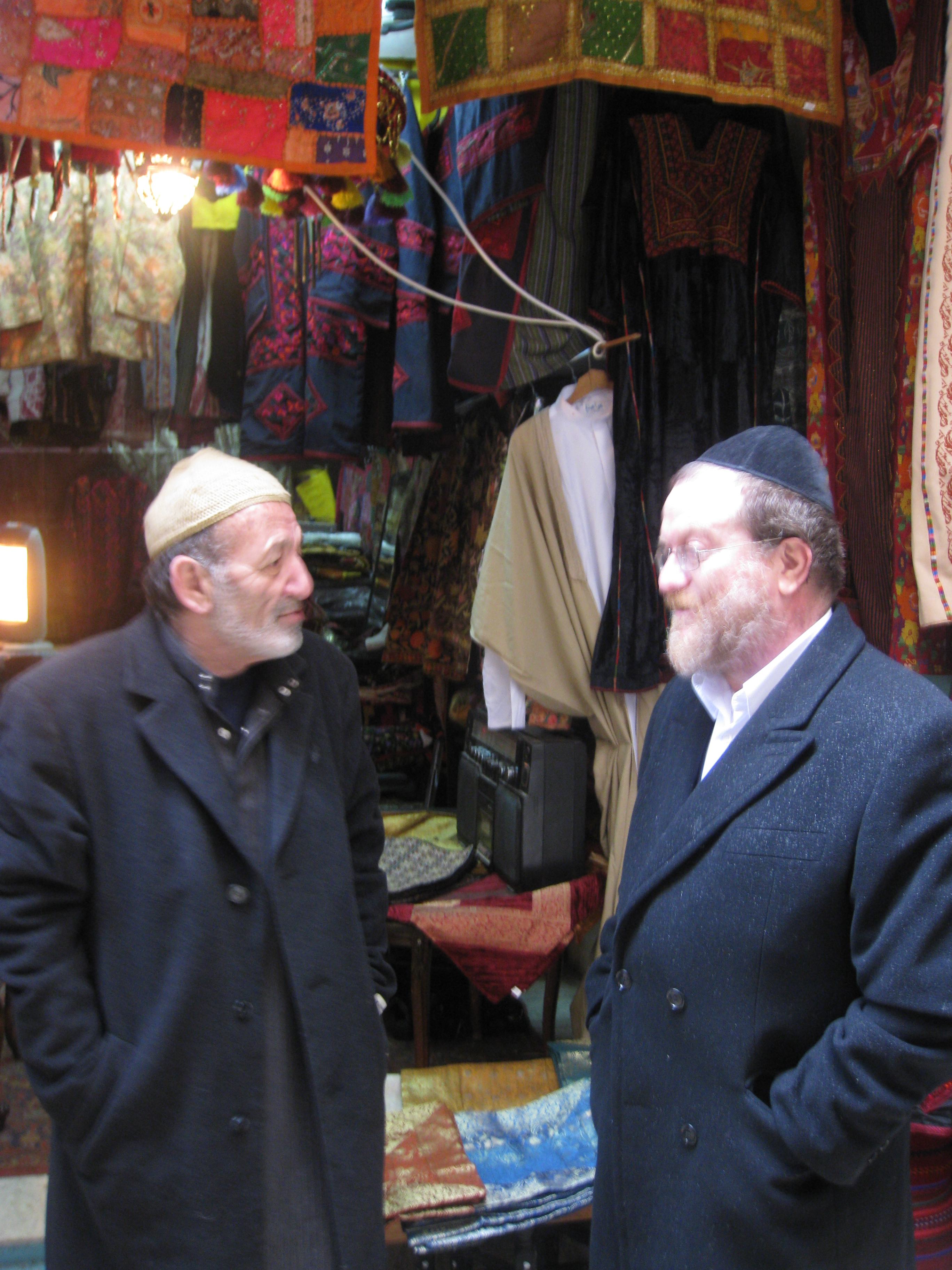
Mercado árabe, Ciudad Vieja de Jerusalén.

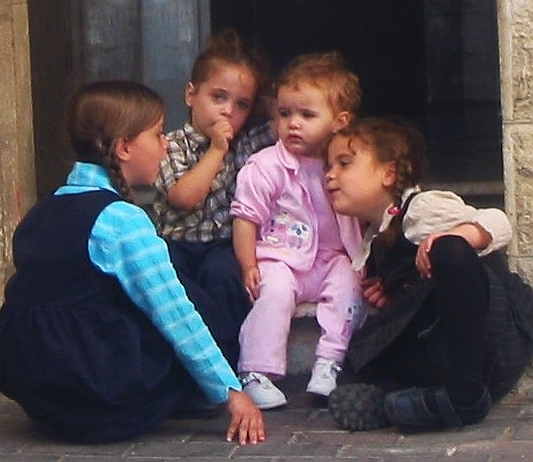
Niños en Jerusalén.

El tamaño poblacional de Jerusalén y su composición ha cambiado muchas veces durante sus 5.000 años de historia. Desde la época medieval, la Ciudad Vieja de Jerusalén se ha dividido entre judíos, musulmanes, cristianos y armenios.
La mayoría de los datos de población pre–1905 se basan en estimaciones, a menudo de los viajeros o de organizaciones extranjeras, ya que los datos censales anteriores generalmente cubrieron áreas más amplias, como el Distrito de Jerusalén. Estas estimaciones indican que desde el fin de las Cruzadas, los musulmanes formaron el grupo más grande en Jerusalén hasta la mitad del siglo XIX. Entre 1838 y 1876, existe una serie de cálculos en conflicto acerca de si judíos o musulmanes eran el grupo más grande durante este período; y entre 1882 y 1922 las estimaciones entraban en conflicto en cuanto a exactamente cuando los judíos se convirtió en la población mayoritaria. En 2003, la población total de Jerusalén era 693.217, incluyendo 464.527 judíos y 228.690 «árabes y otros» (Joshen 1); ese mismo año la población de la Ciudad Vieja era 3.965 judíos y 31.405 «árabes y otros» (Joshen 12).

## Generalidades
Los jerosolimitanos son de variadas denominaciones nacionales, étnicas y religiosas e incluyen a los judíos procedentes de Europa, Medio Oriente y África, georgianos, armenios y musulmanes, protestantes, griegos, árabes ortodoxos griegos, sirios y coptos, entre otros. Muchos de estos grupos eran inmigrantes o peregrinos que se han convertido con el tiempo en poblaciones casi indígenas, reclamando la importancia de Jerusalén para su fe como la razón de su movimiento hacia y en la ciudad.
La larga historia de conquistas y competiciones de las potencias sobre Jerusalén ha dado lugar a diferentes grupos que viven en la ciudad, muchos de los cuales nunca se han identificado plenamente o asimilado con particular fuerza, a pesar de la duración de su dominación. A pesar de que pueden haber sido ciudadanos de aquel reino e imperio en particular e involucrados en las actividades y deberes cívicos, estos grupos a menudo veían a sí mismos como grupos nacionales distintos (como los armenios, por ejemplo). El sistema Millet otomano, mediante el cual las minorías en el Imperio Otomano se les dio la autoridad para gobernarse a sí mismos en el marco de sistema más amplio, permitió a estos grupos conservar su autonomía y mantenerse separados de otros grupos religiosos y nacionales.
Algunos residentes palestinos de la ciudad prefieren utilizar el término Maqdisi o Qudsi como gentilicio palestino.

## Población histórica por religión
Las siguientes tablas proporcionan datos sobre el cambio demográfico en el tiempo en Jerusalén, con énfasis en la población judía. Los lectores deben ser conscientes de que los límites de Jerusalén han cambiado muchas veces a lo largo de los años y que Jerusalén también puede referirse a un distrito o incluso un subdistrito bajo administración otomana, británica, o israelí; por ejemplo el Distrito de Jerusalén. Por lo tanto, las comparaciones de año a año pueden no ser válidas debido a las zonas geográficas distintas cubiertas por los censos de población.

### Jerusalén en elsigloI
La población de Jerusalén en la época de Josefo se ha estimado en alrededor de 80 000. La población total de los fariseos, los precursores del moderno judaísmo rabínico, fue alrededor de 6000 («exakischilioi»), según Josefo. Durante la primera guerra judeo-romana (66-73 d. C.), la población de Jerusalén se estimó en 600 000 personas por el historiador romano Tácito, mientras que Josefo, estimó que había tantos como 1.1 millones, que murieron en la guerra. Josefo también escribió que 97 000 fueron vendidos como esclavos. Después de la victoria romana sobre los judíos, un máximo de 115.880 cadáveres fueron llevados a través de una puerta entre los meses de Nisán y Tamuz.
Argumentando que los números que figuran en las fuentes históricas eran por lo general muy exagerados, Hillel Geva estima a partir de la evidencia arqueológica de que la población real de Jerusalén antes de su destrucción en el año 70 era a lo sumo 20 000.

### Edad Media
| Año     | Judíos | Musulmanes | Cristianos | Total  | Fuente original             | Citado en   |
| ------- | ------ | ---------- | ---------- | ------ | --------------------------- | ----------- |
| c. 1130 | 0      | 0          | 30,000     | 30,000 | ?                           | Runciman    |
| 1267    | 2*     | ?          | ?          | ?      | Nahmánides, estudioso judío |             |
| 1471    | 250*   | ?          | ?          | ?      | ?                           | Baron       |
| 1488    | 76*    | ?          | ?          | ?      | ?                           | Baron       |
| 1489    | 200*   | ?          | ?          | ?      | ?                           | Yaari, 1943 |

* Indica familias.

### Era otomana
| Año     | Judíos | Musulmanes | Cristianos | Total  | Fuente original                          | Citado en     |
| ------- | ------ | ---------- | ---------- | ------ | ---------------------------------------- | ------------- |
| 1525–6  | 1,194  | 3,704      | 714        | 5,612  | Registros fiscales otomanos*             | Cohen y Lewis |
| 1538–9  | 1,363  | 7,287      | 884        | 9,534  | Registros fiscales otomanos*             | Cohen y Lewis |
| 1553–4  | 1,958  | 12,154     | 1,956      | 16,068 | Registros fiscales otomanos*             | Cohen y Lewis |
| 1596–77 | ?      | 8,740      | 252        | ?      | Registros fiscales otomanos*             | Cohen y Lewis |
| 1723    | 2,000  | ?          | ?          | ?      | Van Egmont & Heyman, viajeros cristianos | [ 11 ]        |

* Indica familias.

### Era moderna

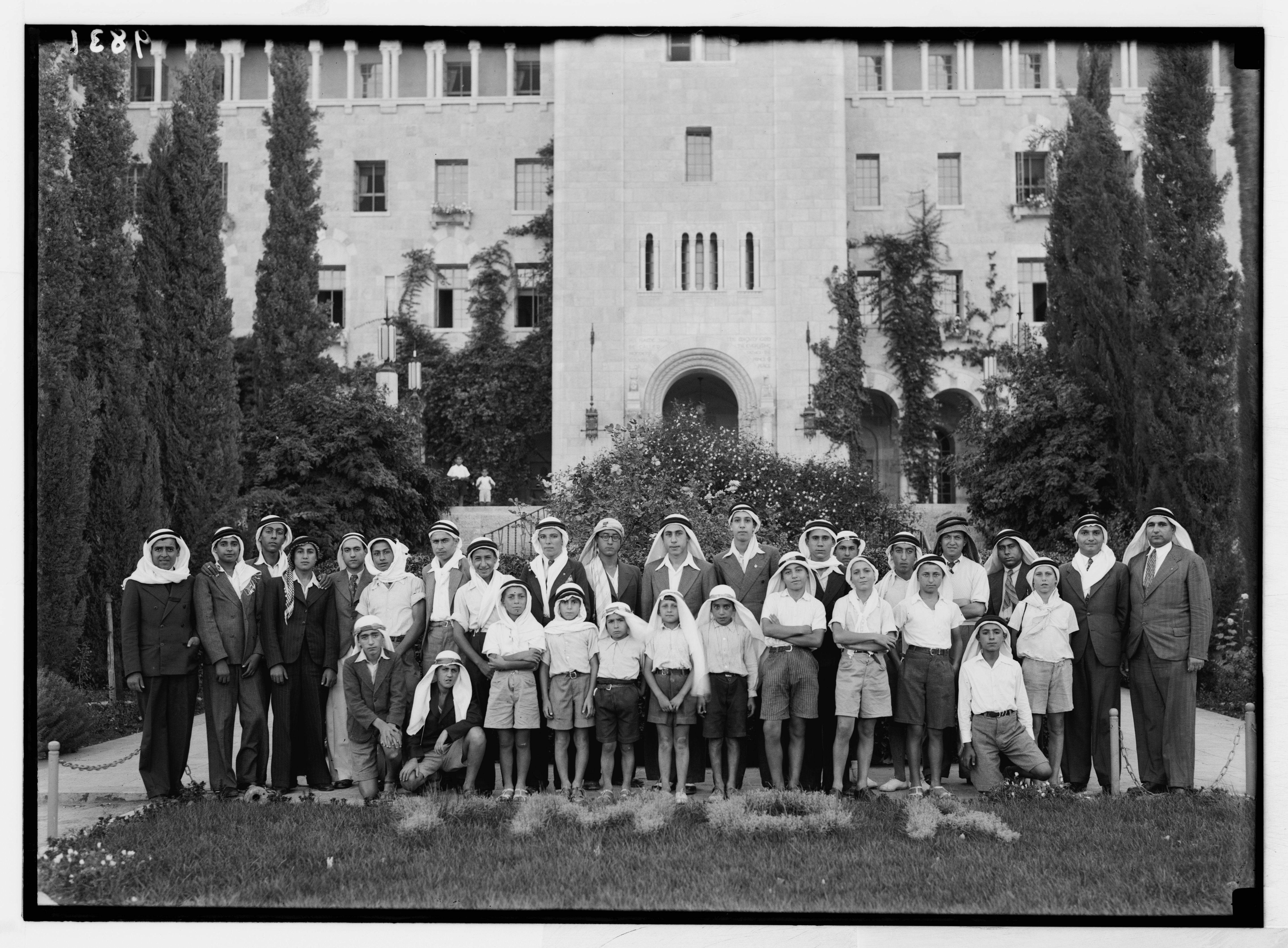
Jóvenes árabes en Jerusalén, YMCA, 1938.

#### «Mayoría relativa» musulmana
| Año  | Judíos      | Musulmanes | Cristianos | Total  | Fuente original                           | Citado en                  |
| ---- | ----------- | ---------- | ---------- | ------ | ----------------------------------------- | -------------------------- |
| 1806 | 2,000       | 4,000      | 2,774      | 8,774  | Ulrich Jasper Seetzen, explorador frisón. | Sharkansky, 1996           |
| 1815 | 4,000-5,000 | ?          | ?          | 26,000 | William Turner                            | Kark y Oren-Nordheim, 2001 |
| 1824 | 6,000       | 10,000     | 4,000      | 20,000 | Fisk y King, escritores                   | [ 16 ]                     |
| 1832 | 4,000       | 13,000     | 3,560      | 20,560 | Ferdinand de Géramb, monje francés        | Kark y Oren-Nordheim, 2001 |

#### «Mayoría relativa» musulmana y judía

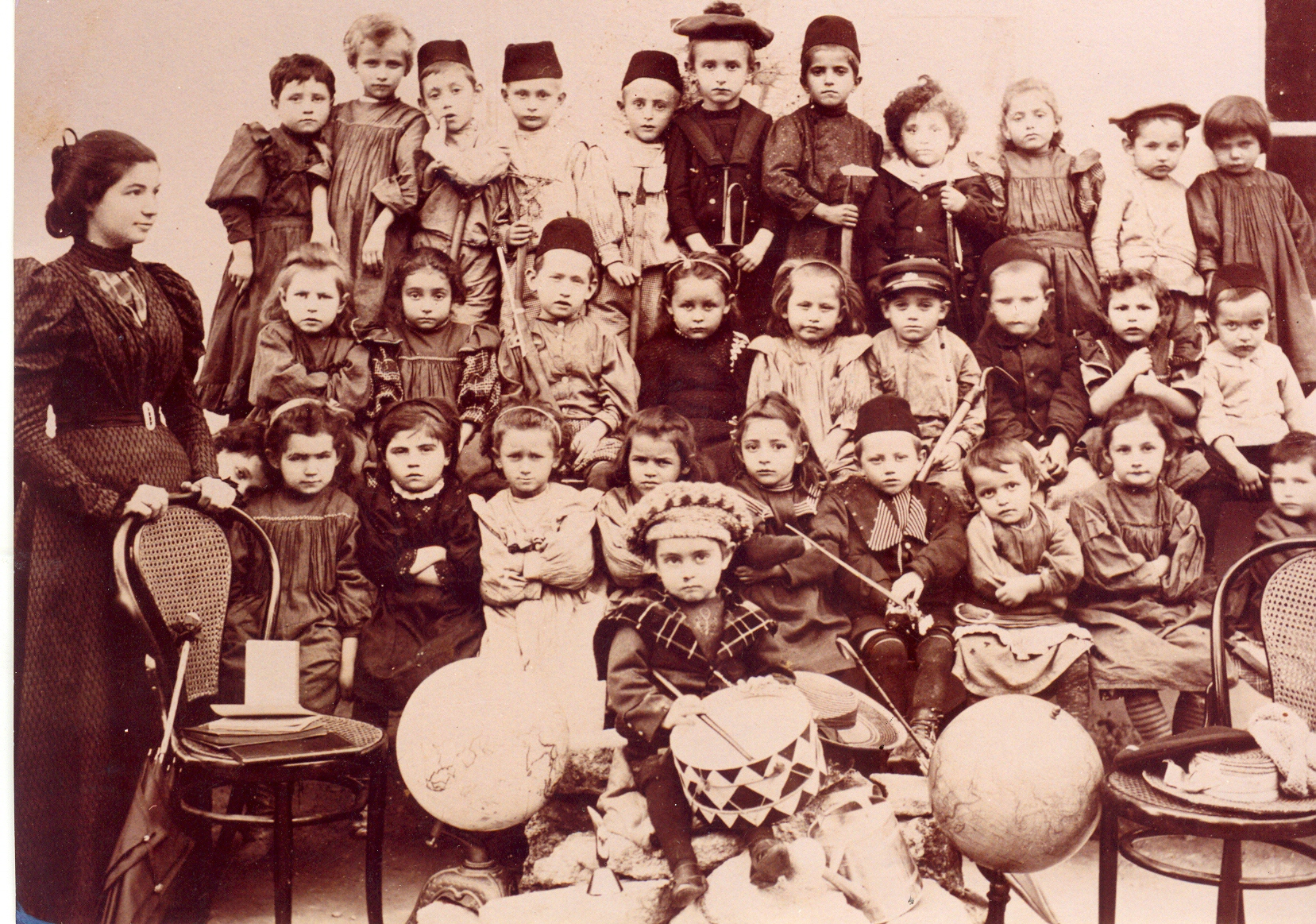
Guardería en Rishon Lezion, c. 1898.

Entre 1838 y 1876, existen estimaciones contradictorias sobre si los musulmanes o los judíos constituían una «mayoría relativa» (o pluralidad) en la ciudad.
Escribiendo en 1841, el erudito bíblico Edward Robinson tomó nota de las estimaciones demográficas contradictorias con respecto a Jerusalén durante el período, indicando en referencia a una estimación de 1839 de Moses Montefiore: «En cuanto a los judíos, la enumeración en cuestión fue hecha por ellos mismos, en la expectativa de recibir una cierta cantidad de limosnas para cada nombre devuelto. Por tanto, es obvio que aquí tenían un fuerte motivo para exagerar su número, ya que a menudo en otras circunstancias tienden a ser subestimados». En 1843, el Reverendo F.C. Ewald, un viajero cristiano de visita en Jerusalén, informó una afluencia de 150 judíos desde Argel. Escribió que había un gran número de judíos de la costa de África que estaban formando una congregación separada.
Entre 1856 y 1880, la inmigración judía a Palestina aumentó más del doble, con la mayoría estableciéndose en Jerusalén. La mayoría de estos inmigrantes eran judíos ashkenazí de Europa del Este, que subsistieron en Halukka.
En 1881-1882, un grupo de judíos llegó desde Yemen como resultado del fervor mesiánico. Después de vivir en la Ciudad Vieja durante varios años, se trasladaron a las colinas frente a la Ciudad de David, donde vivieron en cuevas. En 1884, la comunidad, que sumaban 200, se trasladó a nuevas casas de piedra construidas para ellos por una organización benéfica judía.
| Año  | Judíos         | Musulmanes | Cristianos | Total     | Fuente original                              | Citado en                  |  |
| ---- | -------------- | ---------- | ---------- | --------- | -------------------------------------------- | -------------------------- |  |
| 1838 | 3,000          | 4,500      | 3,500      | 11,500    | Edward Robinson                              | Edward Robinson, 1841      |  |
| 1844 | 7,120          | 5,000      | 3,390      | 15,510    | Dr. Ernst-Gustav Schultz, cónsul prusio.     |                            |  |
| 1846 | 7,515          | 6,100      | 3,558      | 17,173    | Titus Tobler, explorador suizo.              | Kark y Oren-Nordheim, 2001 |  |
| 1849 | 2,084 familias | ?          | ?          | ?         | Censo de Moses Montefiore                    |                            |  |
| 1850 | 13,860         | ?          | ?          | ?         | Dr. Ascher, Anglo-Jewish Association         |                            |  |
| 1850 | 630*           | 1,025*     | 738*       | 2,393*    | ?                                            | Alexander Scholch, 1985    |  |
| 1851 | 5,580          | 12,286     | 7,488      | 25,354    | Censo oficial                                | Kark y Oren-Nordheim, 2001 |  |
| 1853 | 8,000          | 4,000      | 3,490      | 15,490    | César Famin, diplomático francés             | Famin                      |  |
| 1856 | 5,700          | 10,300     | 3,000      | 18,000    | Ludwig August von Frankl, escritor austríaco | Kark y Oren-Nordheim, 2001 |  |
| 1857 | 7,000          | ?          | ?          | 10-15,000 | Periódico HaMaggid                           | Kark y Oren-Nordheim, 2001 |  |
| 1862 | 8,000          | 6,000      | 3,800      | 17,800    | Periódico HaCarmel                           | Kark y Oren-Nordheim, 2001 |  |
| 1864 | 8,000          | 4,000      | 2,500      | 15,000    | Embajada británica                           | Dore Gold, 2009            |  |
| 1866 | 8,000          | 4,000      | 4,000      | 16,000    | Guía de viajes de John Murray                | Kark y Oren-Nordheim, 2001 |  |
| 1867 | ?              | ?          | ?          | 14,000    | Mark Twain, Innocents Abroad, Capítulo 52    | [ 32 ]                     |  |
| 1867 | 4 - 5,000      | 6,000      | ?          | ?         | Ellen-Clare Miller, misionero                | [ 33 ]                     |  |
| 1869 | 3,200*         | s/d        | s/d        | s/d       | Rabbi H. J. Sneersohn                        | The New York Times         |  |
| 1869 | 9,000          | 5,000      | 4,000      | 18,000    | Hebrew Christian Mutual Aid Society          | [ 35 ] [ 36 ]              |  |
| 1869 | 7,977          | 7,500      | 5,373      | 20,850    | Liévin de Hamme, misionero franciscano       | Kark y Oren-Nordheim, 2001 |  |
| 1871 | 4,000          | 13,000     | 7,000      | 24,000    | Guía de viajes de Karl Baedeker              | Kark y Oren-Nordheim, 2001 |  |
| 1876 | 4,000          | 13,000     | 3,560      | 20,560    | Bernhard Neumann                             | Kark y Oren-Nordheim, 2001 |  |

* Indica familias.

#### Judíos como mayoría absoluta o relativa
| Año  | Judíos  | Musulmanes | Cristianos | Total   | Fuente original                                  | Citado en                    |
| ---- | ------- | ---------- | ---------- | ------- | ------------------------------------------------ | ---------------------------- |
| 1882 | 9,000   | 7,000      | 5,000      | 21,000  | Wilson                                           | Kark and Oren-Nordheim, 2001 |
| 1885 | 15,000  | 6,000      | 14,000     | 35,000  | Goldmann                                         | Kark and Oren-Nordheim, 2001 |
| 1893 | >50%    | ?          | ?          | ~40,000 | Albert Shaw, escritor                            | Shaw, 1894                   |
| 1896 | 28,112  | 8,560      | 8,748      | 45,420  | Calendario de Palestina para el año 5656         | Harrel and Stendel, 1974     |
| 1905 | 13,300  | 11,000     | 8,100      | 32,400  | Censo otomano de 1905 (solo ciudadanos otomanos) | U.O.Schmelz                  |
| 1922 | 33,971  | 13,413     | 14,669     | 62,578  | Censo de Palestina (británico)                   | Harrel y Stendel, 1974       |
| 1931 | 51,200  | 19,900     | 19,300     | 90,053  | Censo de Palestina (británico)                   | Harrel y Stendel, 1974       |
| 1944 | 97,000  | 30,600     | 29,400     | 157,000 | ?                                                | Harrel y Stendel, 1974       |
| 1967 | 195,700 | 54,963     | 12,646     | 263,307 |                                                  | Harrel, 1974                 |

### Tras la Ley de Jerusalén
| Año  | Judíos  | Musulmanes | Cristianos | Total   | Fuente original                           | Citado en |
| ---- | ------- | ---------- | ---------- | ------- | ----------------------------------------- | --------- |
| 1980 | 292,300 | ?          | ?          | 407,100 | Municipalidad de Jerusalén                |           |
| 1985 | 327,700 | ?          | ?          | 457,700 | Municipalidad de Jerusalén                |           |
| 1987 | 340,000 | 121,000    | 14,000     | 475,000 | Municipalidad de Jerusalén                |           |
| 1990 | 378,200 | 131,800    | 14,400     | 524,400 | Municipalidad de Jerusalén                |           |
| 1995 | 417,100 | 182,700    | 14,100     | 617,000 | Municipalidad de Jerusalén                |           |
| 1996 | 421,200 | ?          | ?          | 602,100 | Municipalidad de Jerusalén                |           |
| 2000 | 448,800 | ?          | ?          | 657,500 | Municipalidad de Jerusalén                |           |
| 2004 | 464,500 | ?          | ?          | 693,200 | Municipalidad de Jerusalén                |           |
| 2005 | 469,300 | ?          | ?          | 706,400 | Municipalidad de Jerusalén                |           |
| 2007 | 489,480 | ?          | ?          | 746,300 | Municipalidad de Jerusalén                |           |
| 2011 | 497,000 | 281,000    | 14,000     | 801,000 | Oficina Central de Estadísticas de Israel |           |
| 2015 | 524,700 | 307,300    | 12,400     | 857,800 | Oficina Central de Estadísticas de Israel |           |
| 2016 | 536,600 | 319,800    | 15,800     | 882,700 | Oficina Central de Estadísticas de Israel |           |

Población de Jerusalén por religión.

Al 24 de mayo de 2006, la población de Jerusalén era 724.000 (alrededor del 10% de la población total de Israel), de los cuales 65,0 % eran judíos (c. 40 % de los cuales viven en Jerusalén Este), 32,0 % musulmanes (casi todos de los cuales viven en Jerusalén Este) y 2 % cristianos. 35 % de la población de la ciudad eran niños menores de 15. En 2005, la ciudad tenía 18.600 recién nacidos.
Estas estadísticas oficiales israelíes se refieren al municipio israelí ampliado de Jerusalén. Esto incluye no solo la zona de los municipios israelíes y jordanos anteriores a 1967, sino también pueblos palestinos periféricos y barrios al este de la ciudad, que no formaban parte de la Jerusalén Oriental jordana antes de 1967. Los datos demográficos 1967-2012 mostraron el crecimiento continuo de la población árabe, tanto en números absolutos y relativos, y la disminución de población judía en la población general de la ciudad. En 1967, los judíos eran el 73,4 % de la población de la ciudad, mientras que en 2010 la población judía se redujo a 64 %. En el mismo período la población árabe aumentó de 26,5 % en 1967 al 36% en 2010. En 1999, la tasa global de fecundidad judía era de 3,8 hijos por mujer, mientras que la tasa palestina fue de 4,4. Esto llevó a la preocupación de que los árabes eventualmente se convertirían en la mayoría de la población de la ciudad.
Entre 1999 y 2010, las tendencias demográficas se invirtieron a sí mismas, con el aumento de la tasa de fertilidad judía y la disminución de la tasa árabe. Además, el número de inmigrantes judíos del extranjero eligiendo establecerse en Jerusalén aumentó constantemente. Para el año 2010, hubo una mayor tasa de crecimiento judía que árabe. Ese año, la tasa de natalidad de la ciudad se situaba en 4,2 hijos por madre judía, en comparación con 3,9 hijos por madre árabe. Además, 2.250 inmigrantes judíos procedentes del extranjero se establecieron en Jerusalén. Se cree que la tasa de fertilidad judía sigue actualmente en aumento, mientras que la tasa de fertilidad árabe sigue en declive.
Jerusalén tenía población de 801.000 personas en 2011, de los cuales los judíos representaban el 62 % (497.000); los musulmanes, 35 % (281.000); los cristianos, alrededor de 2 % (14.000); y 9.000 (1 %) no fueron clasificados por religión.

## Fechas importantes demográficas
- 4500-3500 a. C.: primer asentamiento establecido cerca del manantial del Gihón (evidencia arqueológica más antigua).
- c. 1550-1400 a. C.: Jerusalén se convierte en vasallo del Imperio Nuevo de Egipto.
- c. 1000 a. C.: el rey David ataca y captura Jerusalén, que se convierte en capital del reino unido de Israel (solo fuentes bíblicas).
- 732 a. C.: Jerusalén se convierte en un vasallo del Imperio Neo-Asirio.[45]
- 587-6 a. C.: Conquista de Jerusalén por los babilonios; Nabucodonosor II luchó contra intento del faraón Apries para invadir Judá. Jerusalén mayormente destruida incluyendo el Primer Templo, y los ciudadanos prominentes de la ciudad deportados a Babilonia (solo fuentes bíblicas).
- 539 a. C.: Ciro el Grande conquista Babilonia, permitiendo a los judíos regresar de la cautividad a Jerusalén y reconstruir el templo (solo fuentes bíblicas).
- 350 a. C.: Revueltas en Jerusalén contra Artajerjes III, que retoma la ciudad y la incendia en el proceso. Los judíos que apoyaron la revuelta son enviados a Hircania en el Mar Caspio.
- 332-200 a. C.: Jerusalén capitula ante Alejandro Magno, y más tarde se incorpora al reino de Ptolomeo (301 a. C.) y el Imperio seléucida (200 a. C.).
- 175 a. C.: Antíoco IV Epífanes acelera los esfuerzos seléucidas para erradicar la religión judía, proscribe el sábado y la circuncisión, saquea Jerusalén y erige un altar a Zeus en el Segundo Templo después de saquearlo.
- 164 a. C.: Los asmoneos tomar el control de una parte de Jerusalén, mientras que los seléucidas retienen el control del Acra en la ciudad y la mayoría de las áreas circundantes.
- 63 a. C.: El Imperio romano, bajo Pompeyo, toma la ciudad.
- 70 d. C.: Tito finaliza la parte principal de la Gran Revuelta Judía y destruye el templo de Herodes. El Sanedrín se trasladó a Yavne y los líderes cristianos de la ciudad se reubicaron en Pella.
- 136: Adriano restablece formalmente la ciudad como Aelia Capitolina, y prohíbe la presencia judía y cristiana en la ciudad. Las restricciones sobre la presencia cristiana en la ciudad fueron disminuidas dos años más tarde.
- 324-25: El emperador Constantino convoca el Primer Concilio de Nicea y confirma el estatus de Jerusalén como un patriarcado cristiano.[46] Una ola de inmigración cristiana a la ciudad comienza. La prohibición de los judíos de entrar en la ciudad sigue en vigor, pero se les permite ingresar una vez al año para rezar en el Muro de las Lamentaciones en Tisha B'Av.
- c. 380: Tiranio Rufino y Melania la Vieja fundan el primer monasterio en Jerusalén en el Monte de los Olivos.
- 614: Jerusalén cae ante las fuerzas judías y persas, específicamente del Imperio sasánida de Cosroes II, hasta que es retomada en 629. Este fue el resultado de la revuelta judía contra Heraclio, una insurrección judía contra el Imperio bizantino en todo el Levante.[47] La Iglesia del Santo Sepulcro es quemada y gran parte de la población cristiana es masacrada.[48][49]
- 636-7: El califa Omar el Grande conquista Jerusalén. Según algunos reportes, el Patriarca Sofronio y Omar acurdan en el Pacto de Umar I, que garantiza a los cristianos la libertad de religión, pero prohíbe a los judíos vivir en la ciudad de acuerdo a Muhammad ibn Jarir al-Tabari. La Iglesia apostólica armenia comenzó a nombrar su propio obispo de Jerusalén.
- 797: Alianza abasí-carolingia: la Iglesia del Santo Sepulcro fue restaurada y el hospital latino fue ampliado, fomentando los viajes cristianos a la ciudad.[50]
- 1009-30: El califa fatimí Al-Hákim ordena la destrucción de iglesias y sinagogas en el imperio, incluyendo la Iglesia del Santo Sepulcro. El califa Ali az-Zahir autoriza su reconstrucción 20 años después.
- 1077: Revueltas en Jerusalén contra el imperio del emir Atsiz ibd Uvaq, quien retoma la ciudad y masacra a la población local.[51]
- 1099: Los primeros cruzados capturan Jerusalén y masacran a la mayoría de musulmanes y judíos habitantes de la ciudad. La Cúpula de la Roca se convierte en una iglesia.
- 1187: Saladino captura Jerusalén de los cruzados y permite la colonización judía y cristiana ortodoxa. La Cúpula de la Roca se convierte en un centro islámico de culto nuevamente.
- 1229: Un tratado de 10 años se firmó permitiendo a los cristianos la libertad de vivir en la ciudad fortificada. Los ayubíes retuvieron el control de los lugares sagrados musulmanes.
- 1244: El ejército mercenario de Jorezmitas asedió y destruyó la ciudad.
- 1260: Jerusalén es asaltada por los mongoles bajo el general cristiano nestoriano Kitbuqa. Hulagu Khan envía un mensaje a Luis IX de Francia que Jerusalén pertenece a los cristianos bajo la alianza franco-mongola.
- 1267: Najmánides va a Jerusalén y reza en el Muro Occidental. Informó haber encontrado solo dos familias judías en la ciudad.
- 1482: El visitante sacerdote dominico Felix Fabri describió a Jerusalén como «una colección de toda clase de abominaciones». Como «abominaciones» enumeró a los sarracenos, griegos, sirios, jacobitas, abisinios, nestorianos, armenios, gregorianos, maronitas, turcomanos, beduinos, asesinos (una secta, posiblemente), drusos, mamelucos, y «la más maldita de todos»: judíos. Solo los cristianos latinos «por mucho tiempo con todo su corazón para con los príncipes cristianos, para que vengan y sometan a todo el país a la autoridad de la Iglesia de Roma».
- 1517: El Imperio otomano captura Jerusalén bajo el sultán Selim I, que se proclama califa del mundo islámico.
- 1604: Primer Protectorado de las misiones acordado, en el que los súbditos cristianos de Enrique IV de Francia eran libres para visitar los Santos Lugares de Jerusalén. Los misioneros franceses comienzan a viajar a Jerusalén.
- 1700: Judá el Piadoso y 1.000 seguidores se instalan en Jerusalén.
- 1774: El Tratado de Küçük Kaynarca se firma dando a Rusia el derecho de proteger a todos los cristianos en Jerusalén.
- 1821: Guerra de independencia de Grecia: la población cristiana de Jerusalén (en su mayoría ortodoxos griegos) se vio obligada por las autoridades otomanas a renunciar a sus armas, vestir de negro y ayudar a mejorar las fortificaciones de la ciudad.
- 1837: El terremoto de Galilea de 1837 afecta a las comunidades judías de Safed y Tiberíades reasentándose en Jerusalén.
- 1839-40: El rabí Judá Alkalai publica «Los Caminos agradables» y «La paz de Jerusalén», instando al regreso de los judíos europeos a Jerusalén y Palestina.
- 1853-4: Se firma un tratado entre Francia y la Iglesia católica, proclamándola como la autoridad suprema en la Tierra Santa con control de la Iglesia del Santo Sepulcro, contraviniendo el tratado de 1774 con Rusia y desencadenando la Guerra de Crimea.
- 1860: El primer barrio judío (Mishkenot Sha'ananim) es construido fuera de las murallas de la Ciudad Vieja, en una zona conocida más adelante como Yemin Moshe, por Moisés Montefiore y Judá Touro.[52][53]
- 1862: Moses Hess publica «Roma y Jerusalén», argumentando a favor de una patria judía en Palestina centrada en Jerusalén
- 1873-1875: Mea Shearim se construye.
- 1882: La Primera Aliyá resulta en 35.000 inmigrantes judíos entrando en la región de Palestina.
- 1901: Las restricciones otomanas a la inmigración judía y la adquisición de tierras en el distrito de Jerusalén entran en vigor.
- 1901-14: La Segunda Aliyá resulta en 40.000 inmigrantes judíos entrando en la región de Palestina.
- 1917: Los otomanos son derrotados en la batalla de Jerusalén durante la Primera Guerra Mundial y el ejército británico toma el control. La Declaración Balfour se había emitido un mes antes.
- 1919-23: La Tercera Aliyá resulta en 35.000 inmigrantes judíos entrando en la región de la Palestina del Mandato.
- 1924-28: La Cuarta Aliyá resulta en 82.000 inmigrantes judíos entrando en la región de la Palestina del Mandato.
- 1929-39: La Quinta Aliyá resulta en 250.000 inmigrantes judíos entrando en la región de la Palestina del Mandato.
- 1947-49: La guerra de Palestina y la Guerra árabe-israelí de 1948 llevó al desplazamiento de las poblaciones árabes y judíos palestinos en la ciudad y su división. Todos los residentes judíos de la parte oriental de la ciudad fueron expulsados por las fuerzas árabes y todo el barrio judío fue destruido.[54] Se despoblaron aldeas árabes palestinas como Lifta, Al-Mahila, Ayn Karim y Deir Yassin.
- 1967: La guerra de los Seis Días resulta en Jerusalén Este siendo capturada por Israel y unas semanas más tarde, la expansión de Municipalidad de Jerusalén israelí en Jerusalén Este y algunas zonas circundantes. La Ciudad Vieja es capturada por el ejército israelí y el barrio marroquí, incluyendo 135 casas y la mezquita de Al-Buraq, se demolió, creando una plaza frente al Muro de las Lamentaciones. Israel declara a Jerusalén unificada y anuncia el libre acceso a los lugares sagrados de todas las religiones.
- 2010: Las tendencias demográficas se invierten totalmente: los judíos ahora tienen una tasa de fertilidad más alta que los árabes, debido principalmente a la alta tasa de natalidad entre los judíos jaredí.